# Сапеи
Сапеите (на старогръцки: Σαπαίοι; Σάπαιοι, Sapaean; Sapaeans, Sapaei или Sapaioi) са тракийско племе. Живели са в Кушница (Pangeos), Боздаг, Чалдаг, южните склонове на Родопите, около река Струма и Абдера. Техни съседи са тракийските племена синти, бистони, кикони.
Един техен цар Абруполис (Abrupolis) през 179 г. пр. Хр. атакува Персей и се съюзява с Древен Рим.
Сапейските царе образуват Одриско-сапейската династия.
Племето участва 48 г. пр. Хр. в битката при Фарсала и 42 г. пр. Хр.
в битката при Филипи, водено от цар Раскупорис I и брат му Раскос.
През 46 г. сапеите са към Римската империя в римската провинция Тракия. Стават царство Sapaica (Σαπαϊκή) на Византия.
Известни царе на Сапеите:
- Котис I син на Реметалк ?-48 г. пр. Хр.
- Раскупорис I син на Котис I 48 г. пр. Хр.-41 г. пр. Хр.
- Котис II син на Раскупорис I 42 г. пр. Хр. – 15

- Тракия е клиентско царство на Рим от XI век пр. Хр.

- Реметалк I син на Котис II XV век пр. Хр. – 12
- Раскупорис II син на Котис II в Западна Тракия 12 – 19
- Котис III син на Реметалк I в Източна Тракия 12 – 19
- Реметалк II 19 – 26, син на Раскупорис II и Антония Трифена,

- Римляните поставят Реметалк III за цар на Тракия 26 – 38

- Реметалк III, съпруг на Питодора II, 38, 26 – 44

- 45 г. към Римската империя